# Superdry

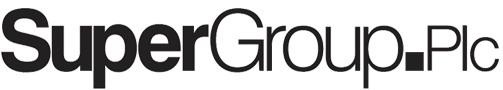
Logo bis zur Namensänderung im Januar 2018.

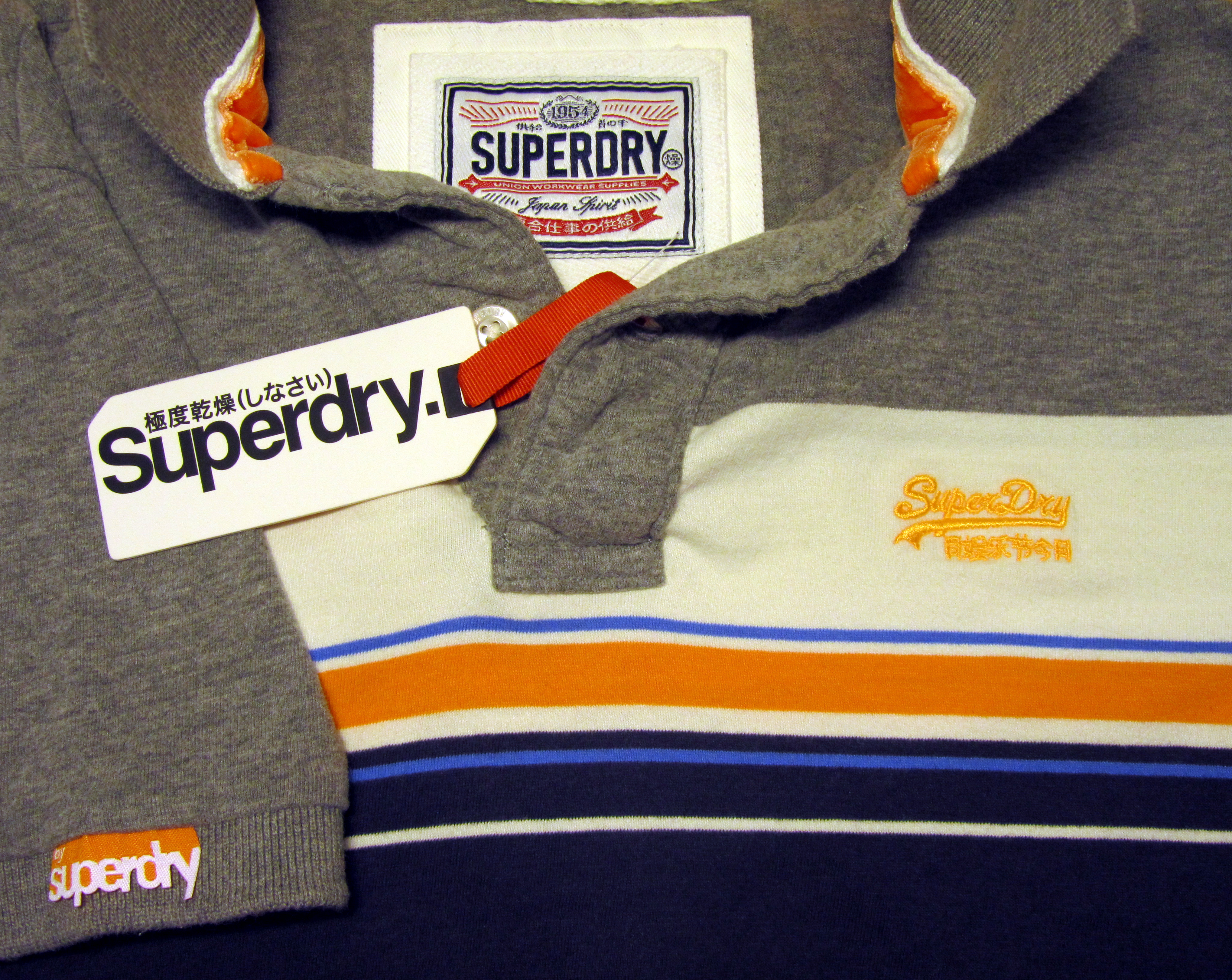
Verschiedene Varianten der Logos und Schriftzüge von Superdry auf einem Poloshirt.

Die Superdry Plc ist eine britische Textilhandelskette. Bis 8. Januar 2018 hieß das Unternehmen SuperGroup plc. Das Unternehmen ist an der London Stock Exchange börsennotiert. Die vormalige SuperGroup bestand aus drei Marken: Superdry, 77Breed (Skater-Bekleidung) und SurfCo alifornia (Wellenreiten). Das Markenzeichen der Superdry-Produkte ist die Kombination aus dekorativ eingesetzten japanischen Schriftzeichen (dem „Gegenstück“ zu Engrish) und dem Americana- bzw. Vintage-Look zu sowohl Streetwear als auch Preppy-Mode.

## Geschichte
Superdry geht auf die Marke Cult Clothing zurück, die 1985 von Julian Dunkerton gegründet wurde.
Das erste Geschäft der damaligen SuperGroup wurde 2004 unter dem Namen Superdry 極度乾燥(しなさい) im Londoner Covent Garden eröffnet.
Die Marke Superdry hat keine Endorsement-Verträge mit Prominenten, allerdings gewann sie durch Prominente wie den Fußballer David Beckham, das Model Helena Christensen oder den Schauspieler Zac Efron an Bekanntheit, da sie häufiger Bekleidung von Superdry tragen.
2006 wurden die Marken 77Breed und SurfCo zum Portfolio der damaligen Supergroup hinzugefügt.
Im Jahr 2008 expandierte Superdry weltweit und eröffnete Geschäfte in fast allen größeren Städten und Metropolen West- und Südeuropas, darunter auch Berlin und München, sowie zahlreiche weitere in über 20 Ländern auf vier Kontinenten.
Im März 2010 ging das Unternehmen an die Londoner Börse, was den Gründer Julian Dunkerton zu einem der 1000 reichsten Briten machte.
Eine Gewinnwarnung der SuperGroup im Februar 2012 ließ den Aktienkurs innerhalb kurzer Zeit um 18 % fallen und zwang das Unternehmen dazu, weitere Expansionspläne zu überdenken.

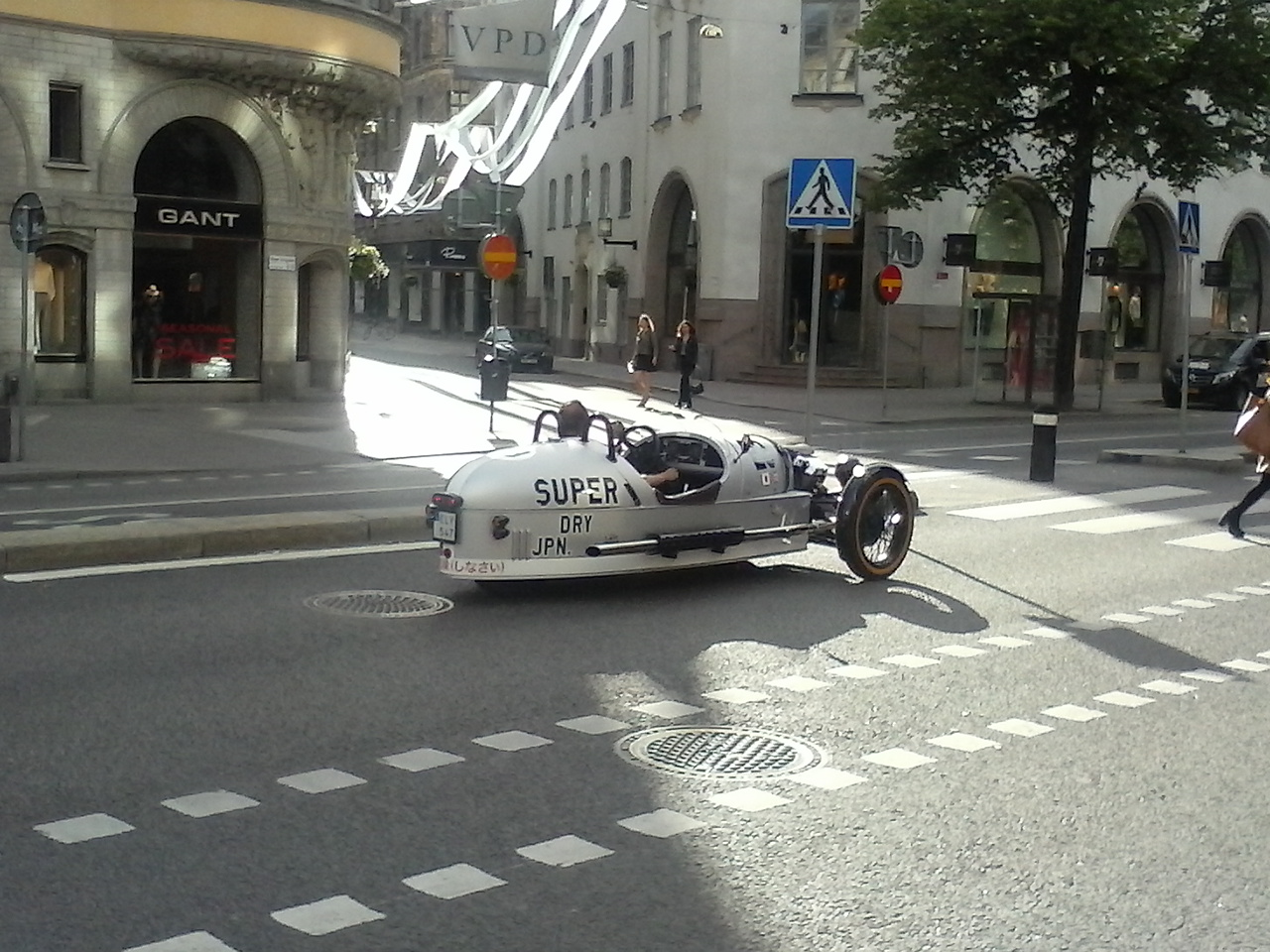
Morgan Threewheeler in der Superdry Edition.

Der britische Sportwagenhersteller Morgan Motor präsentierte im Sommer 2011 die auf 200 Fahrzeuge limitierte Superdry Edition seines Klassikers, des Threewheelers.
Am 22. Oktober 2014 wurde bekannt gegeben, dass Dunkerton als CEO von Superdry zurückgetreten sei und von Euan Sutherland, dem ehemaligen CEO der Co-operative Group, ersetzt werde. Dunkerton blieb nach Verkäufen im Februar 2016 größter Anteilseigner (27 %). Am 8. Januar 2018 änderte die SuperGroup plc ihren Namen in Superdry plc. Im April 2019 hat Dunkerton sich in der Hauptversammlung des britischen Unternehmens „nicht nur mit knapper Mehrheit zurück in die operative Verantwortung geputscht“.